# Rhionaeschna vazquezae
Rhionaeschna vazquezae – gatunek ważki z rodziny żagnicowatych (Aeshnidae). Występuje na terenie Ameryki Środkowej.